# جايسون نيلسون
جايسون نيلسون (بالإنجليزية: Jason Nelson)‏ هو كاتب أغاني أمريكي، ولد في 10 نوفمبر 1974 في بالتيمور في الولايات المتحدة.

## روابط خارجية
- جايسون نيلسون على موقع ميوزك برينز (الإنجليزية)
- جايسون نيلسون على موقع أول ميوزيك (الإنجليزية)